# Chamerion stevenii
Chamerion stevenii là một loài thực vật có hoa trong họ Anh thảo chiều. Loài này được Sosn. ex Grossh. mô tả khoa học đầu tiên.